# L-Selectride
Le L-selectride est un nom de marque déposée de la société Sigma-Aldrich désignant le tri-sec-butylborohydrure de lithium, généralement en solution molaire dans du tétrahydrofurane (THF) ; le nom de marque est d'usage bien plus répandu que le nom systématique, et n'est pas traduit dans la littérature francophone. Le « L » de cette dénomination se réfère au lithium, pour le différencier par exemple du K-selectride et du N-selectride, respectivement à base de potassium et de sodium. Il s'agit d'un réducteur organoboré à encombrement stérique et donc sélectif pour les cétones, comme cela est illustré par la synthèse de la strychnine :

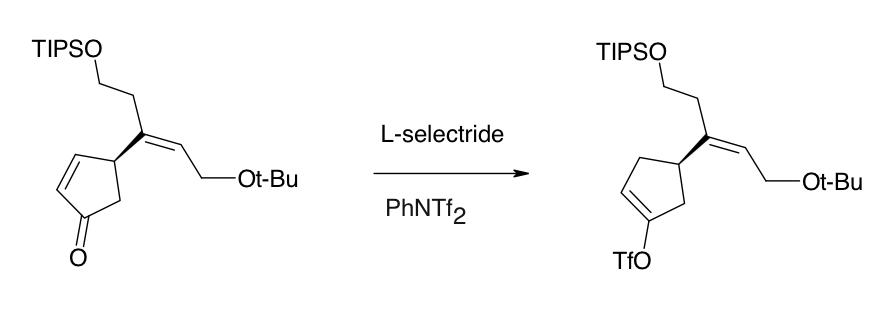
Réduction d'une cétone à l'aide de L-selectride.

La réduction est généralement réalisée à basse température (−78 °C) mais il peut arriver qu'une température plus élevée améliore la stéréosélectivité de la réaction, voire inverse sa sélectivité :

Stéréospécificité axiale ou équatoriale selon la température.